# Музеи Самары
Список музеев, находящихся на территории городского округа Самара

## Открытые до1917 года

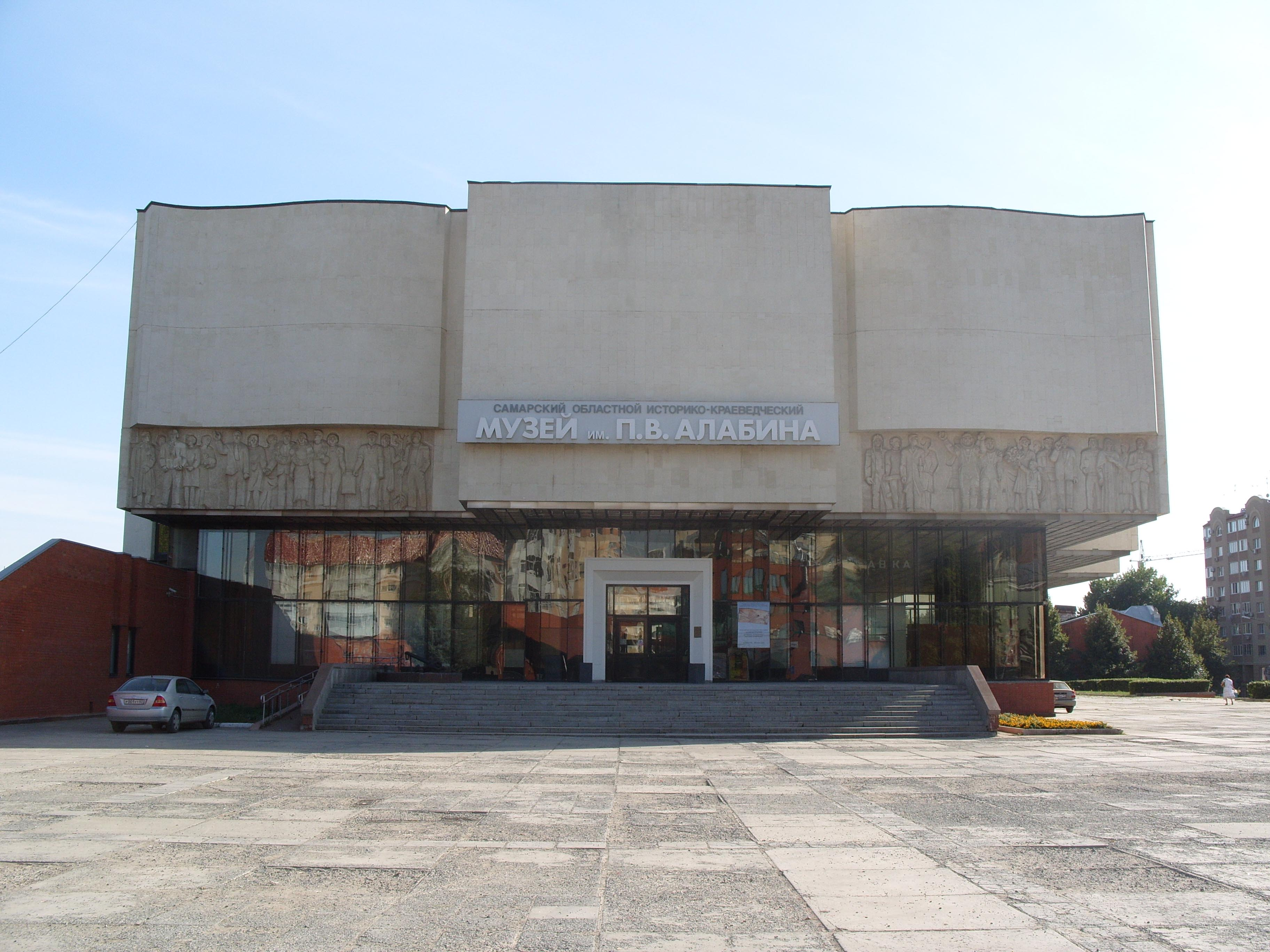
Самарский областной историко-краеведческий музей, вид на главный вход

- 1886 год — Самарский областной историко-краеведческий музей имени Петра Алабина (ул. Ленинская, 142)
В фондах музея хранятся свыше 230 тысяч предметов. Располагает богатыми археологическими, естественнонаучными коллекциями (палеонтологической, минералогической, зоологической, ботанической), историко-бытовыми и этнографическими коллекциями. Интересны нумизматическая коллекция, коллекции редкой книги XVIII—XIX веков, документов XVIII—XX веков, холодного и огнестрельного оружия России, а также стран Запада и Востока (XIV—XX веков).
  - 1903[уточнить] — Особняк Курлиной (ул. Фрунзе, 159)
Построен в 1903 году. Проект дома принадлежит архитектору А.У. Зеленко. В нём были воплощены основные черты стиля модерн. в 70-х годах XX века был передан Куйбышевскому историко-краеведческому музею . Историческая экспозиция располагается на трёх уровнях здания. В шести залах первого этажа посетители знакомятся с историей Самарского края с 1586 года до начала XX века. В четырёх залах второго этажа располагается экспозиция «Пётр Алабин — гражданин Самары», посвящённая жизни и деятельности основателя музея, политического и общественного деятеля второй половины XIX века[уточнить]. В помещениях подвала — экспозиция «Самара 1918 года», повествующая о четырёхмесячном правлении КОМУЧа. Здесь же — мемориальная зона, стена с выбоинами от пуль и надписями, оставленными узниками белочешской контрразведки, занимавшей дом Курлиной во время оккупации.
- 1897 — Самарский художественный музей (ул. Куйбышева, 92)
Один из крупнейших музеев Поволжья. Художественный отдел создан местным художником Константином Головкиным при участии группы самарских живописцев. Основой коллекции стали полотна самарских художников рубежа XIX—XX веков, а также работы мастеров русского искусства начала века. Сегодня музей имеет богатейшее собрание русского искусства XVIII—XIX веков, коллекцию русской живописи и графики конца XIX — начала XX веков. Особенно ценна коллекция русского авангарда начала XX века. Музейное собрание включает в себя и отечественное искусство 1920—1970-х годов.
- 1901[уточнить] — Особняк Шихобаловых (ул. Венцека, 55)
«Дом с атлантами» построен по проекту архитектора Александра Щербачёва. Передан Самарскому художественному музею в 1994 году. В настоящее время здание находится на реставрации. После открытия здесь будут размещены экспозиция «Художественная культура старой Самары», музей-квартира семьи Васильевых и выставка работ заслуженного художника России Валентина Пурыгина.

## Открытые с 1917 по 1990 год
- 1934 год — Дом-музей Михаила Фрунзе (ул. Фрунзе, 114)
Открыт 23 февраля 1934 года. Экспозиция рассказывает о Гражданской войне 1918—1920 годов, противостоянии на Восточном фронте армий Михаила Фрунзе и Александра Колчака, о «красных», «белых» и «зеленых», об антисоветском восстании в тылу Восточного фронта — «чапанной войне», о дезертирстве в Красной и Белой армиях и других страницах истории.

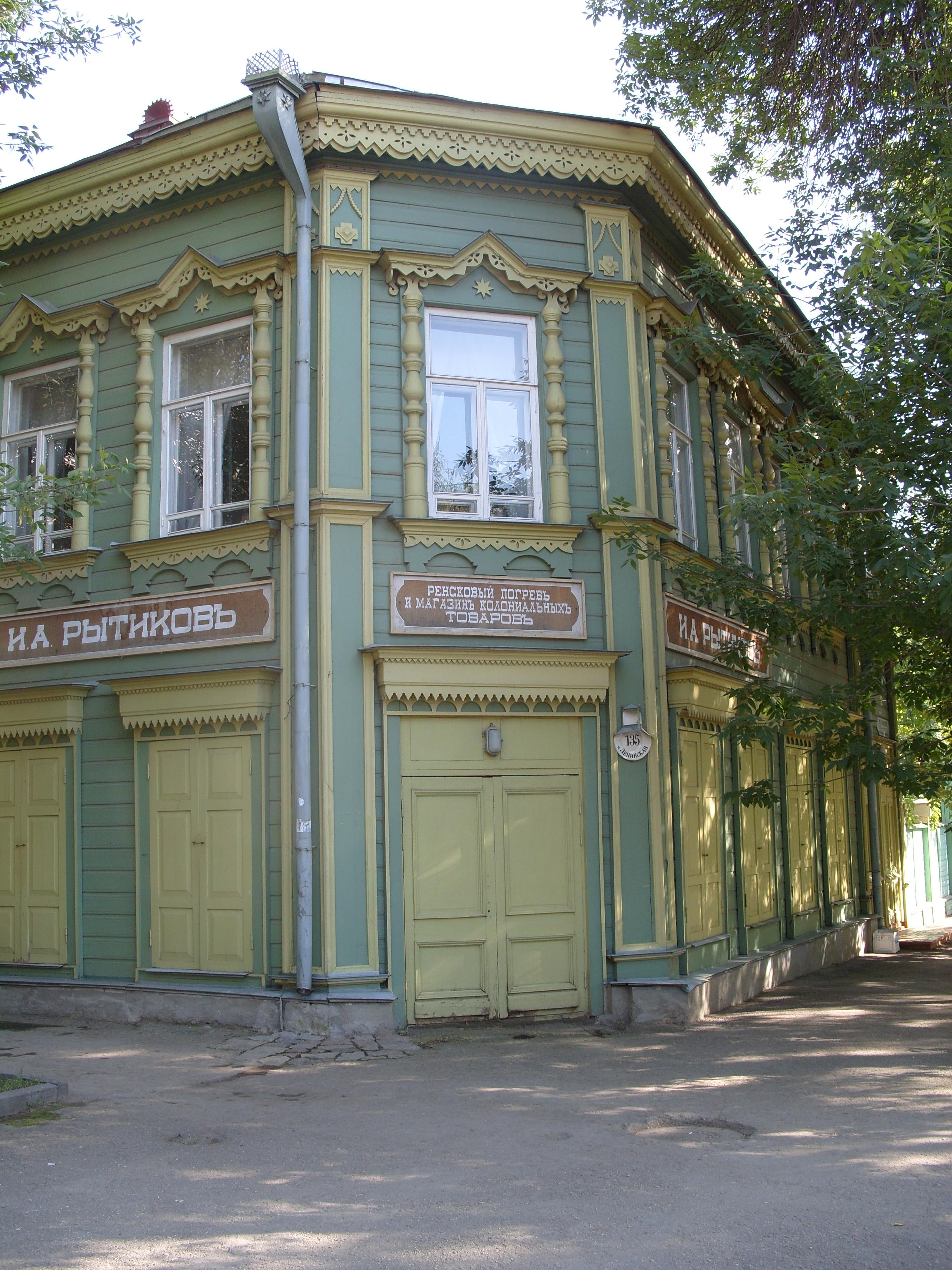
Дом-музей семьи Ульяновых в Самаре

- 1940 — Дом-музей Семьи Ульяновых (ул. Ленинская, 131—135)
Как музей историко-мемориального профиля Дом-музей Владимира Ленина в Самаре функционирует с 3 января 1940 года. К 100-летию со дня рождения Владимира Ленина (1970 год) на втором этаже музея была восстановлена мемориально-бытовая обстановка квартиры Ульяновых, на первом была развёрнута научно-документальная экспозиция, посвящённая самарскому периоду жизни Владимира Ленина. Позже первый этаж был воссоздан в историческом виде как интерьер лавки владельца дома — купца Ильи Рытикова[1]
- 1941 — Самарский литературно-мемориальный музей имени Максима Горького (ул. С. Разина, 126)
- 1960 — Зоологический музей имени Дмитрия Николаевича Флорова Самарского социально-педагогического университета (ул. Антонова-Овсеенко, 24)
Состоит из нескольких экспозиций: зала млекопитающих, зала птиц, зала пресмыкающихся, земноводных и рыб и зала беспозвоночных животных. Сборы материала в Куйбышевском пединституте начались со времени основания кафедры зоологии — в 1929 году, однако для посетителей музей открылся только в 1960 году.
- 1973 — Дорожный музей истории Куйбышевской железной дороги (ул. Спортивная, 3А, с 2001 г. Комсомольская пл. 2/3 — здание Железнодорожного вокзала)
Общая площадь музея 450 м². В составе экспозиции пять основных разделов: историческое развитие Куйбышевской железной дороги, развитие железнодорожной техники, Великая Отечественная война, Послевоенный период, современный день Куйбышевской железной дороги. В фондах музея находится около 3 тысяч разнообразных материалов (документов, моделей поездов, фотографий и т. д.).
- 1977 — Музей авиации и космонавтики (Московское ш., 34, корп. № 3 Самарского университета)
Основан музей в 1975 году, когда началось проектирование экспозиции[2]. Общая площадь музея 400 м². В составе экспозиции четыре основных раздела: история создания и развития Самарского государственного аэрокосмического университета, история отечественной авиации, история отечественной космонавтики, Самара аэрокосмическая.

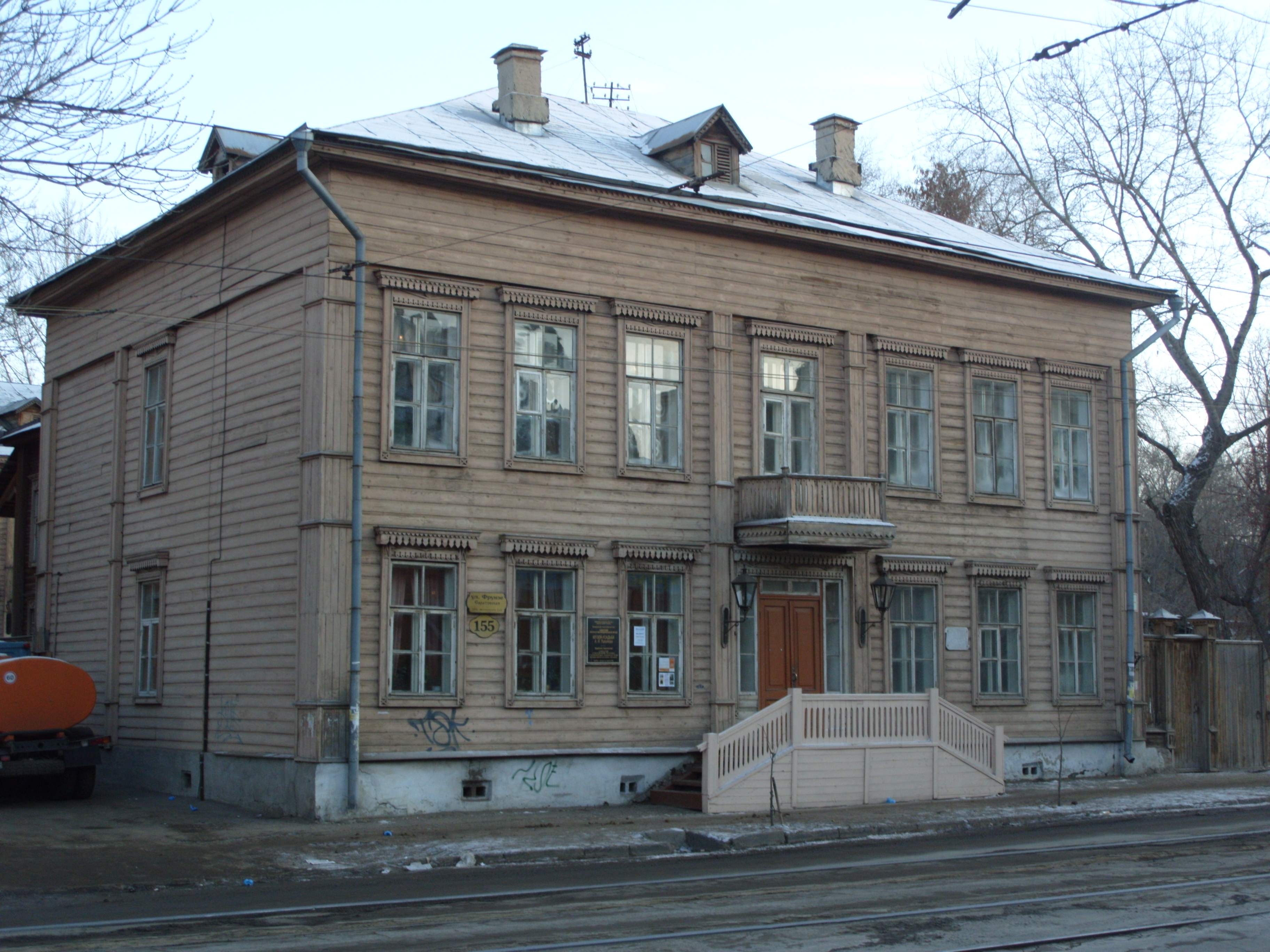
Музей-усадьба А.Н. Толстого

- 1983 — Самарский музей-усадьба Алексея Толстого (ул. Фрунзе, 155Б)
Открыт 18 мая 1981 года. Посвящён жизни и творчеству писателя. Городская усадьба второй половины XIX века. Основу экспозиции составляют архивы Алексея Толстого и его матери — писательницы Александры Леонтьевны Бостром. В фондах музея находится более 10 тысяч документов и материалов.
- 1985 — Музей Владимира Высоцкого (ул. Галактионовская, 39)
- 1990 — Муниципальный музей «Детская картинная галерея» (ул. Куйбышева , 139)
 Музей основан 26 декабря 1990 года. Фонды галереи насчитывают около 18000 единиц хранения, включающих свыше 11000 работ детей разных стран, образцы декоративно-прикладного и народного искусства, куклы народов мира, предметы старинного быта.
- Музей архитектуры и строительства (ул. Арцыбушевская, 30)
- Самарский военно-исторический музей краснознамённого Приволжско-Уральского военного округа (ул. Шостаковича, 1)
- Выставочный зал Союза художников (ул. Молодогвардейская, 209)

## Открытые после1990 года
- 1991 — Музей «Бункер Сталина» (ул. Фрунзе, 167)
Строительство секретного бункера началось в конце февраля 1942 года. Это самый мощный из рассекреченных бункеров, его глубина — 37 метров. В строительстве принимало участие 2900 рабочих и около 800 инженерно-технических работников. Из всех строителей бункера известны лишь главный инженер проекта Юрий Островский, главный архитектор Михаил Зеленин и начальник геомаркшейдерских работ Иван Дробинин. Объект расположен под зданием современной Академии культуры и искусства, в котором ранее располагался куйбышевский обком.
- 1996[3] — Самарский музей истории старообрядчества (ул. Льва Толстого, 19; ранее — в помещении моленной на ул. Льва Толстого, 17)[4].
- 1997 — Музей истории города Самары имени Михаила Челышова (ул. Фрунзе, 49)
В экспозиции музея — небесный покровитель города митрополит Алексий, основание в 1586 году Самары царем Федором Иоанновичем. В музее представлены все епископы Самарской епархии, все дореволюционные самарские губернаторы, некоторые из городских голов и председателей горисполкома Самары[источник не указан 634 дня].
- 1997 — Самарский епархиальный церковно-исторический музей (ул. Радонежская, 2)
Экспозиция музея представляет историю Русской Православной Церкви в Самарском крае. Посетитель может осмотреть воспроизведенную обстановку кельи митрополита Мануила (Лемешевского), центральное место в ней занимает картотека библиографических ссылок к его основному труду «Биографический словарь архиереев РПЦ с момента крещения Руси до 50-х годов XX века». Значительная часть экспозиции посвящена церковному искусству — здесь представлены иконы местных иконописцев и иконописных мастерских, монастырских мастерских, иллюстрированные рукописи, старопечатные книги и т. д.
- 1998 — Международный центр духовной культуры «Радуга» (ул. Мичурина, 23)
Выставка компьютерных репродукций произведений мастеров живописи и фотопейзажей.
- 2007 — Музей Самарского цирка (ул. Молодогвардейская, 220)
Открыт 8 сентября 2007 года в честь 100-летия Самарского цирка. В коллекции музея документы об истории цирка, костюмы артистов и т. д.

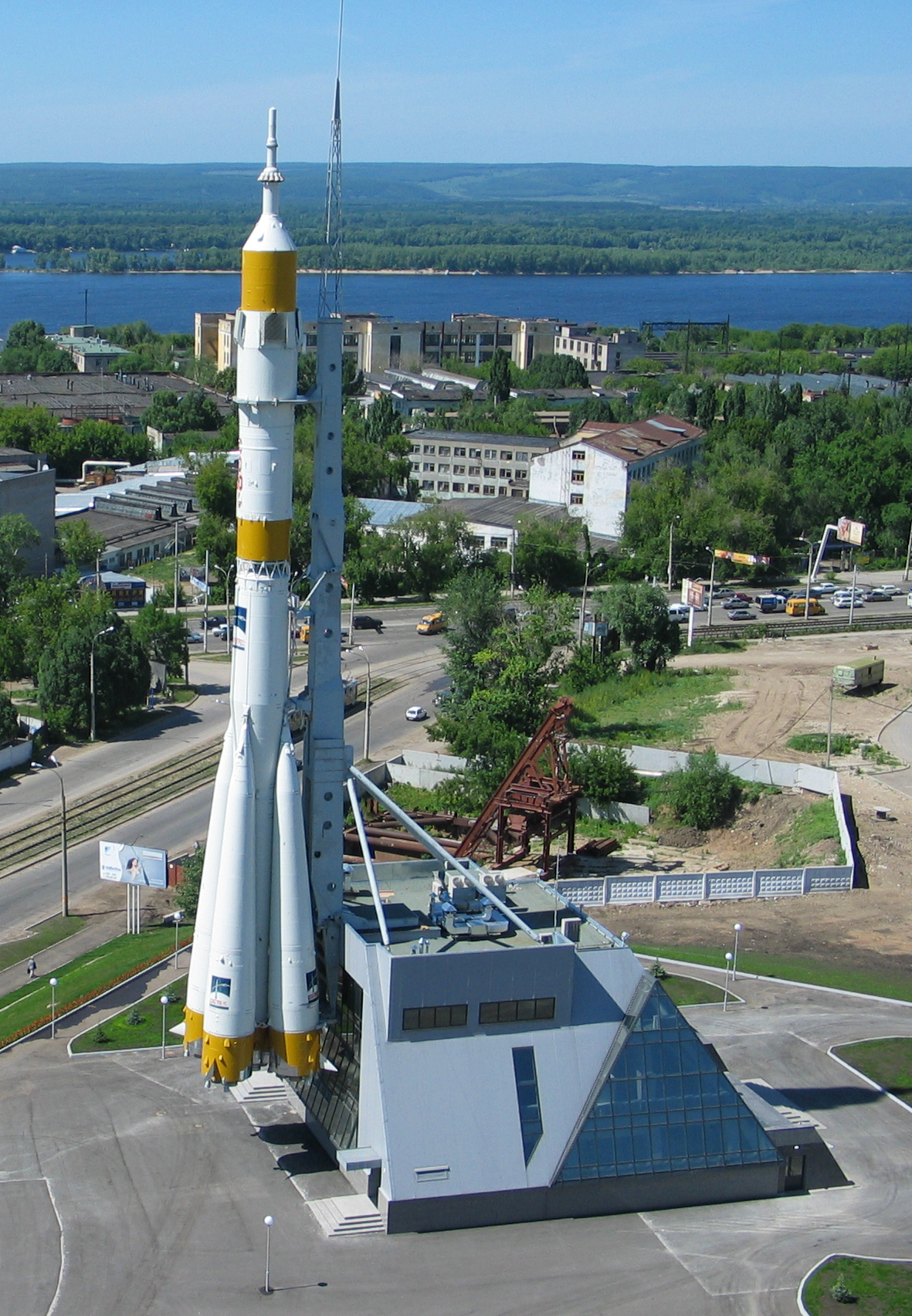
Музей «Самара космическая»

- 2007 — Муниципальный музей «Самара космическая» имени Дмитрия Козлова (пр. Ленина, 21)
 Музей открылся в постаменте ракеты-носителя «Союз-У», построенном по проекту архитекторов В. Жукова и А. Темникова, в День космонавтики 12 апреля 2007 года. В создании музейной экспозиции участвовали самарские предприятия и конструкторские организации ракетно-космической отрасли. Помимо вертикально установленной ракеты «Союз-У» в музее есть целый ряд уникальных экспонатов, например, спускаемый аппарат спутника-разведчика «Янтарь-4К1» и единственный оставшийся после завершения программы «Энергия-Буран» 800-килограммовый «лепесток», откатанный на Самарском металлургическом заводе.
- 2008 — Музей самарского футбола (ул. Молодогвардейская, 148). Большая часть экспозиции музея посвящена футбольному клубу «Крылья Советов» (основан 3 мая 1942 года). Самарский футбол, 100-летие которого отмечалось в 2011 году, представлен в музее и историей других региональных команд: куйбышевских «Металлурга», «Локомотива», «Динамо», тольяттинской «Лады», самарского «Юнита», «Сызрани-2003» и Академии имени Юрия Коноплева в поселке Приморском. Музей-центр имеет оригинальный дизайн: помимо традиционной и весьма разнообразной музейной экспозиции в нём представлены фрагменты футбольного стадиона, ворота, искусственный газон, живописные и фотографические художественные работы, уникальные исторические арте-факты, связанные с легендами самарского, советского и мирового футбола, а также инсталляции на футбольные темы.
- 2008 — Музей истории связи Самарского филиала ОАО «Ростелеком» (ул. Красноармейская, 17). Экспозиция музея отражает развитие средств электросвязи на территории Самарской области с 1860 года и до наших дней[5].
- 2010 — Музей истории образования городского округа Самара (ул. Рабочая, 19)
- 2012 — Музей модерна в особняке Курлиной (ул. Фрунзе, 159)
- 2011 — Самарский железнодорожный музей (ул. Литвинова, 323)
- 2015 — Мотомир Вячеслав Шеянова (пгт. Петра-Дубрава)
- 2016 — Музей 5-го Гусарского Александрийского полка (ул. Шостаковича, 1)
- 2017 — Исторический мультимедийный парк-музей «Россия — моя история» (территория ТЦ «Гуд’Ок»)
 В парке представлена вся история России с древнейших времен до наших дней, как «живой» учебник, позволяющий в доступной, увлекательной интерактивной форме при помощи видеоинсталляций, интерактивных панелей, панорам показать жизненно важные вехи в судьбе страны. Всего в парке постоянно действуют четыре экспозиции: «Романовы», «Рюриковичи», «1917-1945 годы. От великих потрясений к великой победе», от Победы в Великой Отечественной войне до 2017 года. Помимо общероссийской истории, экспозиция показывает становление и развитие Самарского края в период с XVI по XXI века. На территории Самарской области проект реализует СООФ «Поволжский историко-культурный фонд» при поддержке Правительства Самарской области[6].
- 2017[7] — Музей Эльдара Рязанова (ул. Фрунзе, 120А[8])
- 2021[уточнить] — Филиал Третьяковской галереи в здании бывшей фабрики-кухни (ул. Ново-Садовая, 149)[9]
- 2023 — Самарский археологический центр в здании бывшей швейной фабрики "Красная Звезда" (ул. Фрунзе 96 Е).[10]

## Школьные музеи
- 1965 — Музей боевой славы 62/8 гвардейской армии (МОУ Средняя школа № 129)
- 1974 — Музей истории школы (МОУ Средняя школа № 13)
- 1981 — Музей боевой славы 33 Гвардейской Севастопольской ордена Суворова стрелковой дивизии (Средняя школа № 152 (недоступная ссылка))
- 1986 — Музей боевой славы 33 стрелковой Холмско-Берлинской ордена Красного знамени, ордена Суворова 2 степени дивизии (МБОУ СОШ № 100, Сайт музея 33 стрелковой)
- 1986 — Музей истории Куйбышевского района (МБОУ Средняя школа 145)
- 1999 — Музей боевой славы «Курская битва» (МОУ Средняя школа № 131)
- 2009 — Музей боевой славы (МОУ Средняя школа № 146)
- 2010 — Музей боевой и трудовой славы жителей микрорайона школы № 162 г.о. Самара (МОУ Средняя школа № 162)
- 2002 — Музей женщин-героев Великой Отечественной войны (МБОУ Средняя школа № 155)
- 2003 — Музей «История школы № 70» (МБОУ Средняя школа № 70)
- 2016 — Музей «История школы № 108» (МБОУ «Школа № 108» г.о. Самара)

## Исчезнувшие музеи
- 1913 — губернский музей учебных пособий[11]
- 1924 — музей фауны Самарского края при Союзе охотников
- 1921 — музей голода (на улице Советской, 54 (ныне ул. Куйбышева). Расформирован в 1925 году, часть экспонатов передана в краеведческий музей.